# Inochi2D
Inochi2Dは、2Dキャラクターのアニメーションをリアルタイムに動かすための自由かつオープンソースのフレームワークである。Inochi Creatorと呼ばれるエディタを使ってInochi2Dの仕様と互換性のあるキャラクターをモデリングでき、コンピュータゲームやVTuberなどで使うことができる。アニメーションは実行時にパラメータに基づいてリアルタイムにテクスチャを変形させることで実現している。
リファレンス実装はD言語で書かれており、二条項BSDライセンスの条件に基づいて自由ソフトウェアとして配布されている。

## 構成
| 名前           | ライセンス          | 言語  | リポジトリ                         | 説明                                                   |
| -------------- | ------------------- | ----- | ---------------------------------- | ------------------------------------------------------ |
| Inochi Creator | 二条項BSDライセンス | D言語 | github.com/Inochi2D/inochi-creator | Inochi2D Puppetフォーマットの公式エディタ。            |
| Inochi Session | 二条項BSDライセンス | D言語 | github.com/Inochi2D/inochi-session | Inochi2Dのモデルを動かすためのVTuber向けの公式ツール。 |
| Inochi2D       | 二条項BSDライセンス | D言語 | github.com/Inochi2D/inochi2d       | Inochi2D Puppetスタンダードのリファレンス実装。        |
| Inox2D         | 二条項BSDライセンス | Rust  | github.com/Inochi2D/inox2d         | RustによるInochi2Dの再実装。                           |